# Реальний Роб
Реальний Роб (англ. Real Rob) — американський комедійний телесеріал створений Робом Шнайдером. Прем'єра телесеріалу відбулася 1 грудня 2015 року на «Netflix». 27 липня 2016 року виробництво другого сезону телесеріалу було поновлено, прем'єра відбувся 29 вересня 2017 року «Netflix».

## Синопсис
У серіалі йдеться про Роба Шнайдера, успішного комедійного актора, який знаходиться у пошуку гармонії між кар'єрою та особистим щастям. Поруч зі Шнайдером його сім'я — чарівна дружина (Патрісія Шнайдер) та маленька дочка (Міранда Скарлетт Шнайдер). Їм протистоять: слава, загальне обожнювання, нескінченна праця над черговими телепроєктами. Роб частенько опиняється у кумедних ситуаціях, які є вельми проблематичними для нього.

## У ролях
Головні
- Роб Шнайдер — грає сам себе.
- Патрісія Шнайдер — Патрісія Майя Шнайдер, дружина Роба[5].
- Джеймі Лісов — Джеймі Лісов, помічник Роба[6][7].
- Міранда Скарлет Шнайдер — Міранда Скарлет Шнайдер, донька Роба та Патриції.
- Макс Аміні[en] — Сталкер Стів[8].
- Ендрю Альдочін — Удо, колишній стриптизер, нянька Міранди Скарлет Шнайдер.
- Адам Корсон[en] — Енді, агент Роба.
- Кім Джексон[en] — Маргарет, подруга Джеймі.
- Кейт Стаббс[en] — бухгалтер Роба.

Другорядні
- Карло Мендес — Ріко.
- Гейлі Дафф — Елісон.
- Джекі Сендлер[de] — місіс Джулі.
- Лі-Еллін Бейкер[en] — місіс Бетті.
- Деймон Сементіллі — Джефф Голдвін
- Монті Франклін — безпритульний.
- Фернанда Ромеро[en] — Сара
- Еґо Нводім[en] — Біллі Олдермен.
- Річард Портнов[en] — Джеррі.
- Річард Ріле[en] — Кайл.

Запрошені зірки
- Девід Спейд — грає сам себе.[8]
- Адам Сендлер — грає сам себе.[8]
- Майкл Медсен — грає сам себе.[8]
- Денні Трехо — грає сам себе.[8]

## Сезони
| Сезон | Епізоди | Епізоди | Оригінальний показ | Оригінальний показ | Оригінальний показ |
| Сезон | Епізоди | Епізоди | Перший показ       | Останній показ     | Мережа             |
| ----- | ------- | ------- | ------------------ | ------------------ | ------------------ |
| 1     | 8       | 8       | 1 грудня 2015      | 1 грудня 2015      | «Netflix»          |
| 2     | 8       | 8       | 29 вересня 2017    | 29 вересня 2017    | «Netflix»          |

### Перший сезон (2015)
| № серії (загалом) | № серії (в сезоні) | Назва серії                | Режисер(и)  | Сценарист(и)                                   | Оригінальна дата виходу |
| ----------------- | ------------------ | -------------------------- | ----------- | ---------------------------------------------- | ----------------------- |
| 1                 | 1                  | «Pilot»                    | Роб Шнайдер | Роб Шнайдер та Джеймі Ліссов                   | 1 грудня 2015           |
| 2                 | 2                  | «The Penis Episode Part 1» | Роб Шнайдер | Роб Шнайдер та Джеймі Ліссов                   | 1 грудня 2015           |
| 3                 | 3                  | «The Penis Episode Part 2» | Роб Шнайдер | Роб Шнайдер та Джеймі Ліссов                   | 1 грудня 2015           |
| 4                 | 4                  | «VIP Treatment»            | Роб Шнайдер | Роб Шнайдер, Патрісія Шнайдер та Джеймі Ліссов | 1 грудня 2015           |
| 5                 | 5                  | «Gaying in Shape»          | Роб Шнайдер | Роб Шнайдер, Патрісія Шнайдер та Джеймі Ліссов | 1 грудня 2015           |
| 6                 | 6                  | «Cleaning House»           | Роб Шнайдер | Роб Шнайдер, Патрісія Шнайдер та Джеймі Ліссов | 1 грудня 2015           |
| 7                 | 7                  | «What's My Thing?»         | Роб Шнайдер | Роб Шнайдер, Патрісія Шнайдер та Джеймі Ліссов | 1 грудня 2015           |
| 8                 | 8                  | «Opening Night»            | Роб Шнайдер | Роб Шнайдер, Патрісія Шнайдер та Джеймі Ліссов | 1 грудня 2015           |

### Другий сезон (2017)
| № серії (загалом) | № серії (в сезоні) | Назва серії                  | Режисер(и)  | Сценарист(и)                                   | Оригінальна дата виходу |
| ----------------- | ------------------ | ---------------------------- | ----------- | ---------------------------------------------- | ----------------------- |
| 9                 | 1                  | «Acupuncture & Spring Rolls» | Роб Шнайдер | Роб Шнайдер, Патрісія Шнайдер та Джеймі Ліссов | 29 вересня 2017         |
| 10                | 2                  | «Priorities»                 | Роб Шнайдер | Роб Шнайдер, Патрісія Шнайдер та Джеймі Ліссов | 29 вересня 2017         |
| 11                | 3                  | «Best Play Date Ever»        | Роб Шнайдер | Роб Шнайдер, Патрісія Шнайдер та Джеймі Ліссов | 29 вересня 2017         |
| 12                | 4                  | «Zen What Happens»           | Роб Шнайдер | Роб Шнайдер, Патрісія Шнайдер та Джеймі Ліссов | 29 вересня 2017         |
| 13                | 5                  | «Coffee Business»            | Роб Шнайдер | Роб Шнайдер, Патрісія Шнайдер та Джеймі Ліссов | 29 вересня 2017         |
| 14                | 6                  | «Authentic Self»             | Роб Шнайдер | Роб Шнайдер, Патрісія Шнайдер та Джеймі Ліссов | 29 вересня 2017         |
| 15                | 7                  | «Who Loves You»              | Роб Шнайдер | Роб Шнайдер, Патрісія Шнайдер та Джеймі Ліссов | 29 вересня 2017         |
| 16                | 8                  | «Now Boarding»               | Роб Шнайдер | Роб Шнайдер, Патрісія Шнайдер та Джеймі Ліссов | 29 вересня 2017         |